# جشن بهاری با رو
جشن بهاری با رو (به انگلیسی: Springtime with Roo) محصول سال ۲۰۰۴ میلادی یک انیمیشن کمدی-موزیکال محصول کمپانی والت دیزنی و به کارگردانی الیوت ام. بور و ساول آندرو بلینکف بر اساس داستانی از آ.آ. میلن از سری داستانهای وینی د پو می‌باشد.